# Château de Torre-estrella
Le château de Torre-estrella situé dans la municipalité de Medina-Sidonia, en Andalousie, dans le Sud de l'Espagne. Il a été déclaré bien d'intérêt culturel en 1993.

## Protection
Le château fait l’objet d’un classement en Espagne au titre de bien d'intérêt culturel depuis le 22 juin 1993.

### Sources
- (en) Cet article est partiellement ou en totalité issu de l’article de Wikipédia en anglais intitulé « Castle of Torre-estrella » (voir la liste des auteurs).